# Комитет по аудиту
Комитет по аудиту (англ. audit committee) — рабочий комитет публичной компании. Как правило, его члены — из состава Совета директоров компании. В США в состав комитета входят независимые или внешние директора.
Основные задачи:
- Контроль за финансовой отчетностью
- Надзор за принципами ведения бухгалтерии
- Надзор за процессами внутреннего контроля
- Контроль за выбором и работой внешних аудиторов

В подчинении у аудиторского комитета может находиться подразделение внутреннего аудиторского контроля. Таким образом создается максимальная независимость этого подразделения. Причем в ведении комитета может находиться не только объем и содержание работы по внутреннему аудиту, но и утверждение бюджета, и установление размеров компенсации руководителя этого подразделения.
Эта схема используется во многих крупных российских компаниях, однако у неё есть ряд недостатков, вызванных российскими реалиями. Так для российского законодательства подобной структуры не существует — как следствие, аудиторский комитет сообщает свои решения совету директоров, который и принимает окончательное решение. Эффективной работе аудиторского комитета могут также мешать близкие отношения генерального директора и ключевых акционеров и низкая квалификация членов аудиторского комитета.
Пример требований к организации комитета по аудиту:

Комитет по аудиту
- Каждый из членов комитета должен иметь финансовое образование, а по меньшей мере один опыт бухгалтерской работы или работы по финансовому менеджменту
- Минимальное количество членов комитета — три. Все они должны быть независимыми

(Совет директоров компании определяет квалификацию независимости — кандидат не должен иметь каких-либо вещественных отношений с компанией как напрямую, так и как партнер, акционер или сотрудник организации, которая имеет отношения с компанией. Вещественные отношения могут включать в себя коммерческие, банковские, бухгалтерские, юридические, консалтинговые, благотворительные или родственные)
Каждый аудиторский комитет должен
- Иметь письменный устав
- По меньшей мере один раз в год осуществлять рассмотрение заключения внешнего аудитора
- Обсуждать с внешним аудитором и руководством компании годовые и квартальные финансовые отчеты
- Обсуждать на отдельных встречах с внешним и внутренним аудитором, руководством компании финансовое состояние компании
- Обсуждать с внутренним и внешним аудитором политику компании по отношению к основным финансовым рискам, а также предпринимаемые шаги по их преодолению
- Постоянно обсуждать с внешним аудитором ход аудита, все возникающие вопросы, в особенности те, которые по мнению руководства компании являются «несущественными»
- Следить за соблюдением правил приема на работу аудиторов в соответствии с Законом Сарбейнса-Оксли (Sarbanes-Oxley Act)

— требования Нью-йоркской фондовой биржи для публичных компаний